# Tagalog nyelv
A tagalog vagy filippínó nyelv (wikang Tagalog/Pilipino/Filipino) az ausztronéz nyelvcsalád maláj-polinéz ágán a Fülöp-szigeteki nyelvek csoportjába tartozó agglutináló nyelv. A Fülöp-szigetek hivatalos és egyben legfontosabb közvetítő nyelve. Anyanyelvként kb. 15 millióan beszélik (1995), második nyelvként 70 millió körüli a használóinak száma. Több nyelvjárásra oszlik, a sztenderd nyelvváltozat alapja a művelt manilaiak tájszólása. A nyelvet erős spanyol hatás érte.

## Nyelvi státus és elnevezés
A szigetország hivatalos nyelve sokáig a spanyol és az angol volt, amikor is a nemzetgyűlés 1937-ben megalakította a Fülöp-szigeteki Nemzeti Nyelvi Intézetet (Surian ng Wikang Pambansa), hogy hivatalossá tegyék a nép nyelvét. Két nagyobb közvetítő nyelv közül (a másik a szebuano volt) 1941-ben a tagalogra esett a választás. A nyelvet az 1946-os függetlenség elnyerése után elkezdték használni a tömegtájékoztatásban, és kötelező tantárggyá tették az iskolákban. Ugyanakkor szükség volt a megreformálására is, amivel a nyelvi intézet folyamatosan foglalkozott, és megpróbált az idegen (spanyol) szavak helyett szóképzéssel saját szavakat alkotni. 1959-ben a nevét tagalogról pilipinóra változtatták, kifejezve ezzel az országgal való szoros kapcsolatát. 1987-ben az állam hivatalos nyelvévé tették, egyben elnevezését „de facto” filipinóra módosították, hogy jobban közelítsen a nemzetközi kiejtéshez, illetve a szigetországban élő számos más lakos kiejtéséhez is, akiknek a nyelvében létezik az f hang. A helyesírást többszöri reform után 1990-ben véglegesítették az idegen szavakban és nevekben is előforduló betűk ábécébe történő bevezetésével.

## Szókincs
Szókincse sok idegen elemet tartalmaz. Régebben felvett szanszkrit, dravida, arab, illetve kínai kölcsönszavakat, a XVI. századi spanyol hódítás óta számos spanyol szó honosodott meg. A spanyol befolyás annyira erős volt, hogy egyes becslések szerint a mai szókincs egyharmad részét spanyol eredetű szavak alkotják (köztük nyelvtani elemek is, például a para spanyol elöljárószó, vagy a részes esetű sayo – „nekem” – személyes névmás második tagja a spanyol yo = „én”), és számos Fülöp-szigetekinek spanyol neve van. Újabban sok angol szó is bekerült a szókincsébe.
Érdekesség, hogy mivel – a reformok ellenére – sok fogalomnak nincs a nyelvben megfelelője, ezért az élőbeszédben ezeket angol (vagy spanyol) szavakkal helyettesítik, így sokszor hallani olyat, hogy a mondat tagalogul kezdődik, és angolul fejeződik be. Gyakorlatilag a nyelvet az angollal keverve használják.

## Írás és kiejtés
A tagalog nyelvet latin betűkkel írják. A spanyol hódítás előtt a baybayin szótagírás volt használatos, amely az indiai írásokkal rokon. Hangrendszere nagyon egyszerű. Eredetileg mindössze három magánhangzója van (a, i, u), az o eleinte csupán az u ejtésváltozata volt (most is csak szó végén, illetve egy szótagú szavakban fordul elő), majd az e-vel együtt – ami egyébként csak kölcsönszavakban szerepelhet – spanyol hatásra került a nyelvbe. A mássalhangzók: b, d, g, h, k, l, m, n, ng, p, r, s, t, w, y, és egy általában írásban jelöletlen hangszalagzárhang (egy rövid szünetnek felel meg a beszéd közben), általában két magánhangzó között fordul elő a kiejtésben. A mássalhangzók közül az ng olyan, mint a magyar hang szó n-je, az s sz-nek felel meg (de a sy- és siy- ejtése magyar s), a w olyan, mint az angol want szóban, az y pedig magyar j. Idegen szavakban, és nevekben előfordulhatnak még a c, f, j, ñ, q, v, x, z mássalhangzók is.

## Nyelvtan
Jellegzetesség, hogy az ige mindig a mondat elején áll, kivétel a tagadómondatban, amikor is a tagadószó megelőzi, ettől eltekintve a szórend teljesen szabad. Példa: Hindi ka ba nila bibigyan ng laruan? „Ők nem fognak adni neked játékszert?” (szó szerint: „nem – neked – -e – ők – fognak odaadni – -t – játékszer”).
Az igék személyét és számát nem jelölik. Az igeidőket, valamint a cselekvés jellegét elő- és belragokkal, képzőkkel és reduplikációval fejezik ki.
A főnévi ragok megkülönböztethetik, hogy a főnév határozott-e vagy sem, tulajdonnév vagy köznév, egyes vagy többes számú, illetve, hogy milyen szerepet tölt be a mondatban.
A melléknév állhat a főnév előtt vagy után, és a főnévhez ettől függően a na vagy ng szócskával kapcsolódik: ang bahay na malaki vagy ang malaking bahay – „a nagy ház” (ang = alanyi névelő, bahay = ház, malaki = nagy, na/ng = birtokos rag).
A személyes névmásoknak három alakjuk van: alanyeset, birtokos/eszközhatározói eset, valamint tárgy/részes eset. A személyes névmások: ako, ikaw, siya, tayo, kami, sila. A birtokos névmásnak különböző alakja van attól függően, hogy a főnév előtt vagy után áll. Az egyes számú birtokos névmás főnév előtt: akin, iyo, kaniya; főnév után: ko, mo, niya. Példa: Ito ay aklat ko. „Ez a könyv az enyém.” (szó szerint: „Ez van könyv enyém.”).

## Nyelvi példák

### Szövegminta
Idézet az Emberi Jogok Egyetemes Nyilatkozatából: (meghallgat)

Ang lahat ng tao’y isinilang na malaya at pantay-pantay sa karangalan at mga karapatan. Sila’y pinagkalooban ng katwiran at budhi at dapat magpalagayan ang isa’t isa sa diwa ng pagkakapatiran.
„Minden emberi lény szabadon születik és egyenlő méltósága és joga van. Az emberek, ésszel és lelkiismerettel bírván, egymással szemben testvéri szellemben kell hogy viseltessenek.”

### Számok
Az alábbi táblázat a tőszámneveket mutatja 1-től 10-ig tagalogul és néhány rokon maláj-polinéz nyelven:
| Nyelv                 | 1        | 2      | 3     | 4      | 5    | 6     | 7     | 8       | 9        | 10          |
| --------------------- | -------- | ------ | ----- | ------ | ---- | ----- | ----- | ------- | -------- | ----------- |
| tagalog               | isa      | dalawa | tatlo | apat   | lima | anim  | pito  | walo    | siyam    | sampu       |
| maláj (indonéz)       | satu     | dua    | tiga  | empat  | lima | enam  | tujuh | delapan | sembilan | sepuluh     |
| malgas (madagaszkári) | iray/isa | roa    | telo  | efatra | dimy | enina | fito  | valo    | sivy     | folo        |
| maori                 | tahi     | rua    | toru  | fa     | rima | ono   | fitu  | waru    | iva      | tekau       |
| tahiti-hawaii         | tahi     | piti   | toru  | maha   | pae  | ono   | hitu  | va'u    | iva      | ho'e 'ahuru |

### Példa társalgásra
- Mabuhay! / Magandang umaga/hapon/gabi! – Szia! / Jó reggelt/napot/estét!
- Kamusta ka? – Hogy vagy?
- Mabuti ako, salamat! – Jól vagyok, köszönöm!
- Ano ang pangalan mo? – Mi a neved?
- Ang pangalan ko ay Luisa – A nevem Luisa.
- Nag-aaral ka ba o nagtatrabaho? – Tanulsz, vagy dolgozol?
- Ako ay estudyante sa colegio. – Egyetemi hallgató vagyok.
- Magandang makita ka. – Örülök, hogy látlak.

## További irodalom
- Tagalog – Ethonlogue.com
- Tagalog – Omniglot.com
- Rajki András: Tagalog szótár (az eléréshez regisztráció szükséges!)